# Кент (округ, Мичиган)
Кент (англ. Kent County) — округ в штате Мичиган, США. Официально образован 2 марта 1831 года. По состоянию на 2012 год, численность населения составляла 614 462 человека.

## География
По данным Бюро переписи США, общая площадь округа равняется 2 258,948 км2, из которых 2 217,483 км2 суша и 16,010 км2 или 1,840 % это водоёмы.

## Население
По данным переписи населения 2000 года в округе проживает 574 335 жителей в составе 212 890 домашних хозяйств и 144 126 семей. Плотность населения составляет 259,00 человек на км2. На территории округа насчитывается 224 000 жилых строений, при плотности застройки около 101,00-ти строений на км2. Расовый состав населения: белые — 83,13 %, афроамериканцы — 8,93 %, коренные американцы (индейцы) — 0,52 %, азиаты — 1,86 %, гавайцы — 0,06 %, представители других рас — 3,34 %, представители двух или более рас — 2,16 %. Испаноязычные составляли 7,00 % населения независимо от расы.
В составе 35,80 % из общего числа домашних хозяйств проживают дети в возрасте до 18 лет, 52,30 % домашних хозяйств представляют собой супружеские пары проживающие вместе, 11,60 % домашних хозяйств представляют собой одиноких женщин без супруга, 32,30 % домашних хозяйств не имеют отношения к семьям, 25,60 % домашних хозяйств состоят из одного человека, 8,00 % домашних хозяйств состоят из престарелых (65 лет и старше), проживающих в одиночестве. Средний размер домашнего хозяйства составляет 2,64 человека, и средний размер семьи 3,20 человека.
Возрастной состав округа: 0,00 % моложе 18 лет, 0,00 % от 18 до 24, 0,00 % от 25 до 44, 0,00 % от 45 до 64 и 0,00 % от 65 и старше. Средний возраст жителя округа 32 лет. На каждые 100 женщин приходится 96,90 мужчин. На каждые 100 женщин старше 18 лет приходится 93,70 мужчин.
Средний доход на домохозяйство в округе составлял 45 980 USD, на семью — 54 770 USD. Среднестатистический заработок мужчины был 39 878 USD против 27 364 USD для женщины. Доход на душу населения составлял 21 629 USD. Около 6,30 % семей и 8,90 % общего населения находились ниже черты бедности, в том числе — 10,20 % молодежи (тех, кому ещё не исполнилось 18 лет) и 7,50 % тех, кому было уже больше 65 лет.